# Schultesianthus dudleyi
Schultesianthus dudleyi là loài thực vật có hoa trong họ Cà. Loài này được Bernardello & Hunz. miêu tả khoa học đầu tiên năm 1991.